# Adlullia venata
Adlullia venata är en fjärilsart som beskrevs av Collenette 1953. Adlullia venata ingår i släktet Adlullia och familjen tofsspinnare. Inga underarter finns listade i Catalogue of Life.